# Garde Helsinki
Garde Helsinki – fiński klub szachowy z siedzibą w Helsinkach, dwukrotny mistrz kraju.

## Historia
Klub powstał w 1998 roku. W 1999 roku wygrał baraż o SM-liigę z Vammalan SK. W debiutanckim sezonie w SM-liidze zespół zdobył wicemistrzostwo kraju, kończąc rozgrywki jedynie za Taraus Tampere. W sezonie 2000/2001 Garde zdobył mistrzostwo kraju. W skład drużyny wchodzili wówczas m.in. Mihhail Rõtšagov, Jouni Yrjölä, Heikki Kallio, Heikki Westerinen i Johanna Paasikangas-Tella. W sezonie 2002/2003 pierwszy zespół, pod nazwą Gaia, zajął trzecie miejsce w lidze. W 2004 roku klub zdobył tytuł mistrza Finlandii. W sezonie 2006/2007 klub powrócił do nazwy Garde i spadł wówczas z ligi. Zespół powrócił jeszcze do SM-liigi na sezony 2009/2010, 2013/2014, 2015/2016 i 2016/2017. W 2018 roku Garde spadł z I divisioona, po czym wycofał się z rozgrywek.

## Arcymistrzowie w historii klubu
- Heikki Kallio[16]
- Mihhail Rõtšagov[17]
- Heikki Westerinen[5]
- Jouni Yrjölä[18]